# Incendio forestal de la Comunidad Valenciana de 2012
El incendio forestal de la Comunidad Valenciana de 2012 se refiere a los dos incendios ocurridos en la Comunidad Valenciana en dos puntos distintos, Cortes de Pallás y Andilla a finales de junio y principios de julio de 2012. Ha afectado a 21 términos municipales de las provincias de Alicante, Valencia y Castellón. Sería el incendio más grave por entonces desde 2004 por extensión, con un total de área quemada de 48.500 hectáreas. Un piloto falleció y dos resultaron heridos en las labores de extinción de los fuegos.

## Causas
El incendio de Cortes de Pallás se originó, supuestamente, por una negligencia al instalar unas placas solares. En el incendio de Andilla se acusó a un vecino de imprudencia por quemar unos rastrojos. Estas suposiciones tienen que demostrarse aún por los juzgados que serán los últimos en delimitar responsabilidades.